# سیارک ۳۳۰۰۰
سیارک ۳۳۰۰۰ (به انگلیسی: 33000 Chenjiansheng، نامگذاری:1997CJ28) سی و سه هزارمین سیارک کشف شده‌است که در ۱۱ فوریه ۱۹۹۷ کشف شد.